# رابرت میوزن
رابرت میوزن (انگلیسی: Robert Meeuwsen؛ زادهٔ ۲۱ مارس ۱۹۸۸) بازیکن والیبال ساحلی اهل هلند است.